# Jean Bruce Scott
Jean Bruce Scott (Monterey (Californië), 25 februari 1956) is een Amerikaanse actrice. 

## Biografie
Scott heeft haar high school doorlopen aan de La Quinta High School in Westminster (Californië) en haalde haar diploma in 1974. Hierna ging zij naar de California State University - Fullerton en haalde in 1979 haar diploma, en op het eind van de jaren tachtig haalde zij haar diploma aan de California State University - Northridge.
Scott begon in 1980 met acteren in de televisieserie Days of our Lives. Hierna heeft zij nog meerdere rollen gespeeld in televisieseries en films, zij is voornamelijk bekend van haar rol als Jessica Blake in de televisieserie Days of our Lives waar zij in 325 afleveringen speelde (1980-1982) (in 2012 acteerde zij voor het laatst als terugkerende rol in deze televisieserie). 
Scott is in 1989 getrouwd, en is vanaf 1994 al bezig met het schrijven en produceren van toneelspellen, radio- en televisiescripts.

## Filmografie

### Films
- 1985 Peyton Place: The Next Generation – als Allison MacKenzie
- 1985 Kids Don't Tell – als Clare
- 1983 Wishman – als Karen Kaleb

### Televisieseries
Uitgezonderd eenmalige gastrollen.
- 2012 Days of our Lives – als Jessica Fallon – 4 afl.
- 2000 – 2001 Port Charles – als Coleen Russo - 108 afl.
- 1982 – 1988 Magnum, P.I. – als Maggie Poole – 10 afl.
- 1987 – 1988 Matlock – als Sylvia Richland – 2 afl.
- 1986 Newhart – als Susan Polger – 2 afl.
- 1984 – 1986 Airwolf – als Caitlin O'Shannessy – 44 afl.
- 1983 – 1984 St. Elsewhere – als Roberta Sloan – 8 afl.
- 1980 – 1982 Days of our Lives – als Jessica Blake – 325 afl.

- Library of Congress Control Number: n2013020163
- Virtual International Authority File: 300004228
- WorldCat: E39PBJvCWhRB8JxBkRt84gFdwC